# Assoziationskortex
Der Assoziationskortex ist der Teil des Großhirns, der nicht den primären Projektionsfeldern zugeordnet werden kann. Entgegen früheren Definitionen dient der Assoziationskortex als sog. unspezifischer Cortex nicht nur als Verbindung zwischen primären Projektionszentren (dem sog. spezifischen Cortex), als Apparat mit cortico-corticalen Faserverbindungen, sondern unterhält auch rückgekoppelte Verbindungen zu tiefer gelegenen Kernen des Thalamus oder des limbischen Systems.

## Topographische Einteilung
Man unterteilt den Assoziationskortex in einen:
- frontalen Assoziationskortex – Brodmann-Areae 9–12, 46–47
- limbischen Assoziationskortex – Brodmann-Areae 28 (?), 34 (?)
- parieto-temporo-okzipitalen oder nur kurz parietalen Assoziationskortex – Brodmann-Areae 5, 7, 37 (?), 39, 40
  - somatosensiblen Assoziationskortex – Brodmann-Area 5 und 7 als Untergliederung des parieto-temporo-occipitalen Assoziationskortex.

## Funktionelle Einteilung

Abb. 1. Myelinisierungsstadien des Gehirns nach Paul Flechsig. Die dunklen Areale werden früh, die hellgrauen später und die weißen z. T. erst während der Pubertät myelinisiert.

Man unterscheidet ferner zwischen sekundären und tertiären Assoziationsgebieten. In den sekundären Assoziationsgebieten erfolgt die Integration der jeweiligen einzelnen Sinnesleistungen, in den tertiären Assoziationszentren erfolgt dagegen die Integration zwischen allen Sinnesleistungen überhaupt. „Einzelne Sinnesleistungen“ werden von den jeweiligen Zentren der einzelnen Sinnesmodalitäten erbracht, d. h. von den jeweils spezifischen primär sensorischen Rindenfeldern in Verbindung mit den sekundären Assoziationszentren. „Tertiäre Assoziationszentren“ verarbeiten die Ergebnisse aller umliegenden sekundären Zentren. Ein solches tertiäres Zentrum findet sich z. B. in der Übergangsregionen zwischen sekundären visuellen, auditiven, taktilen bzw. kinästhetischen Assoziationsgebieten der Brodmann-Area 39 und 40, wahrscheinlich auch der Area 37. Unter der Tätigkeit dieses tertiären Zentrums kann man die höchsten Formen menschlichen Wahrnehmens und Erkennens vermuten. – Die Rückkopplung zu den Kernen des Thalamus dient dem Abgleich mit bereits früher gemachten Erfahrungen. – Elektrophysiologisch besteht bei den sekundären Assoziationsgebieten die Möglichkeit einer Differenzierung mit Hilfe sog. sekundärer Potentiale. Man kann sie jedoch elektrophysiologisch keinem bestimmten Sinnesorgan zuordnen.
Die topographische und funktionelle Einteilung der primären, sekundären und tertiären Zentren entspricht in etwa den verschiedenen Stadien der Myelinisierung, siehe auch Abb. 1. Bei den dunkel belegten Bereichen handelt es sich um die primären (sensorischen oder motorischen) Zentren, bei den hellgrau belegten um die sekundären und bei den weißen Feldern um die tertiären Zentren. Die Entwicklung des Neocortex ist weitgehend auf die Entfaltung assoziativer Areale zurückzuführen, die beim Menschen gegenüber den Wirbeltieren am stärksten ausgebildet sind.
Im Bereich des Frontalhirns sind anstelle „tertiärer Assoziationsgebiete“ eine Reihe psychischer Ausfallserscheinungen als hirnlokale Psychosyndrome infolge frontal lokalisierbarer Zerstörungen beschrieben worden, vgl. Kap 5.1 Frontaler Assoziationskortex. Der neuronale Aufbau und die Faserverbindungen des frontalen Assoziationsfelds entsprechen den doppelläufigen Verbindungen der bereits genannten parieto-temporo-occipitalen Übergangsregionen zum Thalamus. Das prämotorische Gebiet (Areae 6 und 8) wird zytoarchitektonisch bei allerdings deutlichen Unterschieden zur primären Rinde noch zu den Projektionsgebieten gerechnet, enthält aber – wie bereits als typisch für die Assoziationsgebiete dargestellt – doppelläufige Verbindungen zum Thalamus. Zytoarchitektonisch fehlen gegenüber der Area 4 der primär-motorischen Rinde auch die Betzschen Riesenzellen. Störungen der parieto-temporo-occipitalen Assoziationsfelder führen zu den verschiedenen Neuropsychologischen Syndromen wie z. B. Störungen des Körperschemas.

## Histologie
Der histologische Aufbau ist sechsschichtig. Im Vergleich zu dem primär motorischen Kortex (vergrößerte Schicht V, viele Efferenzen) und dem primär sensorischen Kortex (vergrößerte Schicht IV, viele Afferenzen) besitzen die Assoziationskortexe eine ausgeprägte Schicht III mit vielen Assoziationsfasern, d. h. Fasern, welche die Rindenzentren untereinander verbinden.

## Grundbegriff der funktionellen Neuroanatomie
Neben Grundbegriffen der aufsteigenden (afferenten) und absteigenden (efferenten) Nervenbahnen (vgl. spezifisch sensorischer Cortex und spezifisch motorischer Cortex bzw. sensomotorischer Cortex) hat sich das Konzept des Assoziationskortex als heuristisch bzw. als bahnbrechend für die Forschung in der Neurophysiologie erwiesen. Nicht alle Areale der Großhirnrinde können aufgrund dieser Einteilung in spezifisch sensorische oder spezifisch motorische Bereiche eingeordnet werden. Die nicht als spezifisch einzuordnenden Hirnareale werden daher als unspezifischer Cortex oder als Zwischenschicht bzw. als Übergangsregion (z. B. Brodmann-Area 39, 40) bezeichnet. Diese Bezeichnungen gehen von der Vorstellung des Reflexbogens aus. Da die Funktion eines Reflexbogens mehr oder weniger automatisch abläuft, ist die aufmerksame und bewusste Verarbeitung von Reizen bei höheren Lebewesen an die Existenz einer dritten Gruppe von Nervenzellen gebunden.
Musterbeispiel für diese Art von neuronaler Verarbeitung ist die Frage der Entscheidung, etwa die zwischen Sauerkraut (S) und Vanillesoße (V). Beides schmeckt bekanntlich nicht zusammen. Dies ist bekanntlich eine logisch exklusive ODER-Verknüpfung (XOR). Solche Entscheidungen können, wenn beide Varianten gleichmäßig appetitfördernd sind, durch ein zweischichtiges Netzwerk nicht gelöst werden. Hier ist ein sog. dreischichtiges Netzwerk erforderlich. Neben der Repräsentation beider Varianten, also von (S) und (V), ist eine dritte Afferenz im Sinne eines weiteren Inputs zur Entscheidungsfindung erforderlich. Ein zweischichtiges Netzwerk besteht dagegen aus einer festen und direkten, stets gleichförmigen Verschaltung zwischen Eingabe (Input) und Ausgabe (Output). Variationsmöglichkeiten bestehen nur im Sinne einer logischen Ja/Nein-Verknüpfung. Entweder wird der eingehende Reiz weitergeleitet oder nicht, wie dies z. B. bei einem monosynaptischen Reflex über die Verschaltung des Reflexbogens geschieht. Eingabe und Ausgabe erfolgen hier über sensible und motorische Neuronen. Praktisches Beispiel: Beim Anfassen einer heißen Herdplatte ist ein nur zweischichtiges Input/Outputsystem ausreichend. Ab einem bestimmten Grad der Hitze ist das Wegziehen der Hand die einzig sinnvolle Alternative.
Der unspezifische Cortex nimmt beim Menschen aber auch schon beim Menschenaffen deutlich mehr Raum ein als der spezifische. Dies unterstreicht die Bedeutung des Assoziationskortex. Die Bezeichnung geht auf traditionsreiche Assoziationsexperimente in der Psychologie zurück. Einer älteren Definition folgend verbinden Projektionsbahnen die primären Zentren einer Hemisphäre als spezifische Leistungsträger mit afferenten oder efferenten – nicht notwendig efferent-motorischen – Fasern. Assoziationsbahnen dagegen erbringen als unspezifisches System Hilfestellungen als Vermittlung zwischen diesen spezifischen Zentren. Dies wäre aber zu vereinfacht, da mit jeder Stufe der Integration neue Arten von Leistungen entstehen. Es gibt hier also bestimmte Integrationsstufen oder Integrationsgrade. Der extrapyramidale Cortex entlastet nicht nur die Pyramidenbahn, sondern macht ihre Tätigkeit überflüssig, sobald z. B. ein bestimmter Bewegungsablauf erlernt ist. Dies kann man auch als Antagonismus auffassen. Die Leistungen des spezifischen Cortex können nicht nur im Sinne eines spezifischen Input/Output-Systems – wie vorstehend beschrieben – verstanden werden. Vielmehr handelt es sich um vielfach integrierte Funktionseinheiten nach dem Konzept des Moduls in der Nachrichtentechnik.

## Topographie

### Frontaler Assoziationskortex
Der frontale Assoziationkortex wird vom Stirnhirn gebildet und liegt vor dem supplementär-motorischen Kortex. Vereinfacht kann man ihn als den „Sitz der Persönlichkeit“ bezeichnen. Die operative Entfernung des frontalen Assoziationskortex wird als Lobektomie bezeichnet. Modellpatient ist der US-amerikanische Sprengmeister Phineas Gage, der durch einen Sprengunfall einen Bolzen durch den frontalen Kortex bekommen hatte. Er hatte weder eine verminderte Intelligenz, noch Lernprobleme (im Vergleich zum Amnesie-Patienten mit Entfernung der Temporallappen). Allerdings hatte sich seine Persönlichkeit verändert. Er war danach unzuverlässig, vulgär und emotional instabil.

### Limbischer Assoziationskortex
Entorhinal (gesprochen, und (falls nötig) getrennt: ento-rhinal, kommt von (griechisch) entós = innen und rinós = Nase).
Dem limbischen Assoziationkortex schreibt man eine große Rolle beim Prozess des Lernens sowie des Wiedererkennens hauptsächlich von Gesichtern aber auch charakteristischen Eigenschaften zu. Als wichtiges Assoziationsgebiet wird hier die Regio entorhinalis vermutet. Sie befindet sich lateral vom Hippocampus im Bereich des Gyrus parahippocampalis. Diese entspricht Area 28 (Area entorhinalis ventralis) und Area 34 (Area entorhinalis dorsalis) nach Brodmann. Es bestehen eine Vielfalt von konvergenten Faserverläufen olfaktorischer, somatosensorischer, visueller, auditorischer und motorischer Art, die von hier zum Hippocampus weitergeleitet werden und von dort zum limbischen System. Nach Auffassung von Heiko Braak und E. Braak u. a. erfüllt die Regio entorhinalis die Funktion eines multimodalen Assoziationszentrums. Dies sei ein für das Gedächtnis außerordentlich wichtiges Bindeglied. Nur die Zusammenarbeit zwischen Allocortex und Isocortex garantiere den Verbleib im Gedächtnis. Beispielsweise ist es Aufgabe des Limbischen Assoziationkortex, eine Handschrift zu erkennen und sie einer Person zuzuordnen, nicht jedoch, das Geschriebene zu lesen.

### Parietaler Assoziationskortex
Der parietale Assoziationskortex ist von allen am besten untersucht. Er weist das größte Maß an Seitenasymmetrie auf. Er ist verantwortlich für das Neglect-Syndrom, bei der die Patienten die linke Seite ihrer Welt ignorieren. Funktionell kann man den parietalen Kortex wie folgt einteilen:
| linker Assoziationskortex                 | rechter Assoziationskortex               |
| ----------------------------------------- | ---------------------------------------- |
| Repräsentation des rechten Gesichtsfeldes | Repräsentation des linken Gesichtsfeldes |
| lexikale Sprache                          | emotionale Sprachtönung                  |
| Schreiben                                 | räumliche Orientierung                   |
| Sprechen                                  | abstraktes räumliches Denken             |
| logisch abstraktes Denken                 | Neglect                                  |
| objektiv                                  | subjektiv                                |

Dabei sollte man immer beachten, dass diese Einteilungen sehr akademisch sind und nicht streng betrachtet werden dürfen. Viel mehr werden präferentielle Phänomene beschrieben, die sich aus den Beobachtungen ergeben, die man an Patienten mit bestimmten Funktionsausfällen gemacht hat.

## Klinische Relevanz
Es ergeben sich viele Krankheiten, die mit dem Assoziationskortex in Verbindung stehen. Ein wichtiges Beispiel sind die so genannten Split-Brain-Patienten: Ihnen wurde wegen einer generalisierten Epilepsie das Corpus callosum durchtrennt (Kallosotomie), so dass die beiden Hemisphären nicht mehr miteinander kommunizieren konnten. Aufgrund der funktionellen Asymmetrie konnten sie Gegenstände, die nicht gesehen und nur mit der linken Hand ertastet wurden (diese wird in der rechten Hemisphäre repräsentiert), nicht mehr verbal benennen, da das Sprachzentrum in der linken Hemisphäre liegt. Dabei wurden die Gegenstände durchaus erkannt und konnten richtig benutzt werden. Dies bezeichnet man als Diskonnektionssyndrom.

## Biologische Relevanz

Animation der Zentralen Feldtheorie

Die Differenzierung zwischen Assoziationsfeldern und Projektionsfeldern ist als biologisch sinnvoll anzusehen. Projektionsfelder stellen die Orte der primären Rinde und Assoziationsfelder die Orte der sekundären und tertiären Rinde dar. Assoziationsfelder und Projektionsfelder wurden auch durch Begriffe wie unspezifischer Cortex und spezifischer Cortex voneinander unterschieden. Weshalb es als sinnvoll anzusehen ist, dass nicht der gesamte Cortex als „einheitliche Schaltzentrale“ auch konsequenterweise als „einheitlich hochspezialisiert“ anzusehen ist, ergibt sich aus der Feldtheorie. Die Gültigkeit dieser Theorie auch für belebte Organismen ergibt sich aus der Anwendbarkeit physiologischer Prinzipien auf die Organisation der Nervenzellen, ist also ein Grundsatz der Neurophysiologie und Psychophysiologie. Für diese räumlichen Prinzipien spricht u. a. auch die Bestätigung der vektoriellen Arbeitsweise von Nervenzellen der Großhirnrinde. Besser verständlich wird dieses Organisationsprinzip der Kombination von spezialisierten und weniger spezialisierten Nervenzellen durch technische Anwendungen dieses Prinzips, wie zum Beispiel beim System der zentralen Orte.